# Organisatie Duurzame Energie (Vlaanderen)
De Organisatie Duurzame Energie (ODE) is de koepelorganisatie voor de duurzame energie-sector in Vlaanderen en werd opgericht in oktober 1996. Onder de leden zitten studiecentra, universiteiten, hogescholen en bedrijven samen in overlegplatformen en werkgroepen om kennis en ervaringen uit te wisselen en de sector te promoten en stimuleren. Het is tevens de uitgever van verschillende folders en brochures als leidraad voor bouwers, architecten en andere geïnteresseerden om hen correct te informeren over duurzame energie.

## Sectoren
Onder de vleugels van ODE bestaan er verschillende sectoren met een specifiek segment van duurzame energie.    
- Bio-Energie platform
- PV Vlaanderen : sectororganisatie voor fotovoltaïsche zonne-energie
- VWEA:  Vlaamse Windenergie Associatie[2]
- Warmtepompplatform
- Groene Stroomplatform
- Werkgroep Groene Warmte

## Joule Prijs
ODE geeft de prijs aan ene persoon, onderneming of organisatie die zich inzet voor duurzame energie in Vlaanderen. De prijs werd voor het eerst uitgereikt op het 20-jarige bestaan van ODE in 2016.
- 2016 - Colruyt Group[4]